# Aphis eugeniae
Aphis eugeniae är en insektsart som beskrevs av Van der Goot 1917. Aphis eugeniae ingår i släktet Aphis och familjen långrörsbladlöss. Inga underarter finns listade i Catalogue of Life.